# 王宣 (保定總兵)
王宣（16世纪—1619年4月15日），榆林（今陕西省榆林市）人，明朝末年武官。

## 生平
王宣担任保定总兵。万历四十七年（1619年）二月，杨镐四路出师征讨后金。以抚顺最冲，令山海关总兵杜松率六万兵，王宣和故总兵赵梦麟作为辅佐。计划三月初二日抵二道关，会同李如柏等并进。二月二十九日夜，出抚顺关，抵浑河。三月初一，明军追后金伏兵至界凡渡口。三月初二，在萨尔浒山交战。三月初三，后金六旗兵大战明军，杜松大败，杜松与赵梦麟、王宣阵亡。天启初年，王宣赠官，立祠，世廕指挥佥事。